# Whately (Stati Uniti d'America)
Whately è un comune degli Stati Uniti d'America facente parte della contea di Franklin nello stato del Massachusetts.